# Dendrobium villosulum
Dendrobium villosulum är en orkidéart som beskrevs av Nathaniel Wallich och John Lindley. Dendrobium villosulum ingår i släktet Dendrobium, och familjen orkidéer. Inga underarter finns listade i Catalogue of Life.